# ام‌وی بوکوبا
ام‌وی بوکوبا (به انگلیسی: MV Bukoba) یک کشتی بود. این کشتی در سال ۱۹۷۹ ساخته شد.